# Bumetopia aliena
Bumetopia aliena är en skalbaggsart som först beskrevs av Newman 1842.  Bumetopia aliena ingår i släktet Bumetopia och familjen långhorningar.
Artens utbredningsområde är Filippinerna. Inga underarter finns listade.